# Nicolia
Nicolia (лат.) — род вымерших древовидных растений, окаменелые остатки которых обнаружены в отложениях интервала мела и плейстоцена Европы (Бельгия), Африки (Эфиопия, Тунис, Египет) и Океании (Новая Зеландия, Новая Каледония). Типовой вид — N. aegyptiaca.

## Описание
Типовой вид Nicolia aegyptiaca был описан в 1842 году Францем Унгером. Первые образцы были собраны в Египте (на что отсылает видовое название); этот вид часто путают с Sterculioxylon aegypticum.
Находки вида N. caledonica позволяет предположить, что этот род существовал до плейстоцена.

### Aachenosaurus
Независимо в 1887 году ученый и аббат Джерард Смитс (Gerard Smets) описал род динозавров Aachenosaurus, основываясь на окаменелых фрагментах, найденных в Аахенской формации (Aachen formation) в Мореснете (на тот момент — нейтральная территория между Бельгией и Германией). Смитс предположил, что найденный им экземпляр был частями скелета гадрозавра, достигавшего при жизни примерно 4-5 метров в длину. Он отстаивал этот вывод, ссылаясь на то, что окаменелости были изучены визуально невооружённым глазом, с помощью увеличительных линз и микроскопа. Однако вскоре на ошибку указал палеонтолог Луи Долло. Смитс сначала пытался защитить свою первоначальную версию, но нейтральная комиссия снова доказала его неправоту. В итоге род Aachenosaurus был признан младшим синонимом Nicolia moresneti.
Синонимом Aachenosaurus является Aachenoxylon, который был описан доктором Maurice Hovelacque в 1889/1890 г.

## Виды
- Nicolia aegyptiaca typus — поздний меловой период Египта[4][5][6]
- Nicolia caledonica — плейстоцен острова Дюкос, Новая Каледония[2]
- Nicolia moresneti — поздний меловой период Бельгии[4][5]
- Nicolia tunetana — плиоцен Туниса[2]
- Nicolia zealandica (?) — кайнозойская формация в Новой Зеландии. Принадлежность к роду Nicolia сомнительна.[6]

### Виды, ранее относимые к роду
- Nicolia giarabubensis (ныне Sterculioxylon giarabubense) — олигоцен Египта (Фаюм)
- Nicolia minor (ныне Bombacoxylon owenii)[4]
- Nicolia oweni (ныне Bombacoxylon owenii)[4]
- Nicolia wiedemanni (ныне Sterculioxylon aegyptiacum) — Египет